# ألفرد مكوي
ألفرد مكوي (بالإنجليزية: Alfred McCoy)‏ هو لاعب كرة قدم أمريكية أمريكي، ولد في 7 أكتوبر 1899 في ماساتشوستس في الولايات المتحدة، وتوفي في 28 يناير 1990 في لاهويا في الولايات المتحدة.